# Pacatuba (Ceará)
Pacatuba is een gemeente in de Braziliaanse deelstaat Ceará. De gemeente telt 71.839 inwoners (schatting 2009).
De gemeente grenst aan Fortaleza, Itaitinga, Guaiuba, Maranguape en Maracanaú.